# Greca (simbolo militare)

Una greca

Greca è chiamato il simbolo che rappresenta in Italia i gradi di generale dell'Esercito, dell'Aeronautica Militare, della Guardia di Finanza, dei Carabinieri e del Corpo militare della Croce Rossa Italiana e di ammiraglio nella Marina Militare. Tale simbolo è utilizzato anche dai funzionari di grado più elevato della Gendarmeria vaticana e dai generali delle  Forze armate e di polizia sammarinesi. Il nome deriva dal termine greca che indica, in italiano, il motivo decorativo ripetitivo.
La greca può essere rappresentata come una doppia W, anche rovesciata, attraversata da un segmento orizzontale.

Controspallina di Capo di stato maggiore dell'Esercito Italiano dove, nella parte inferiore, è rappresentata la greca.
Grado di ammiraglio di squadra.
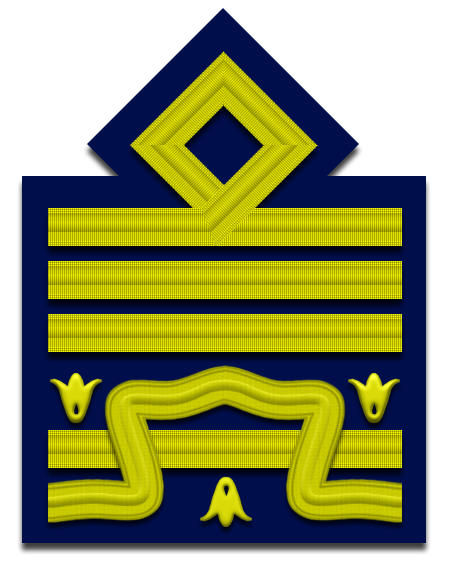
Grado di generale di squadra aerea.
Controspallina di comandante generale dell'Arma dei Carabinieri.
Controspallina di comandante generale della Guardia di Finanza
Controspallina di Ispettrice Nazionale del Corpo delle Infermiere Volontarie della Croce Rossa Italiana.
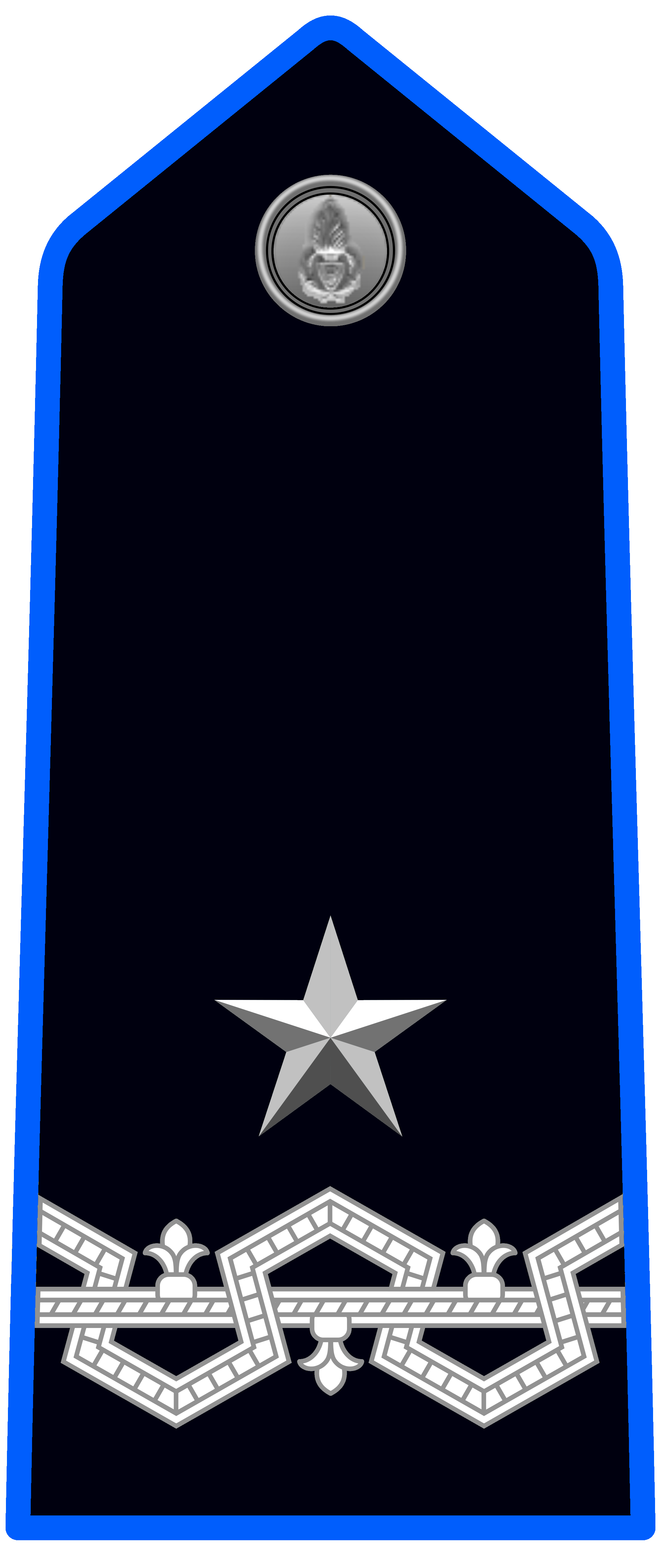
Controspallina di Dirigente Superiore della Polizia Penitenziaria
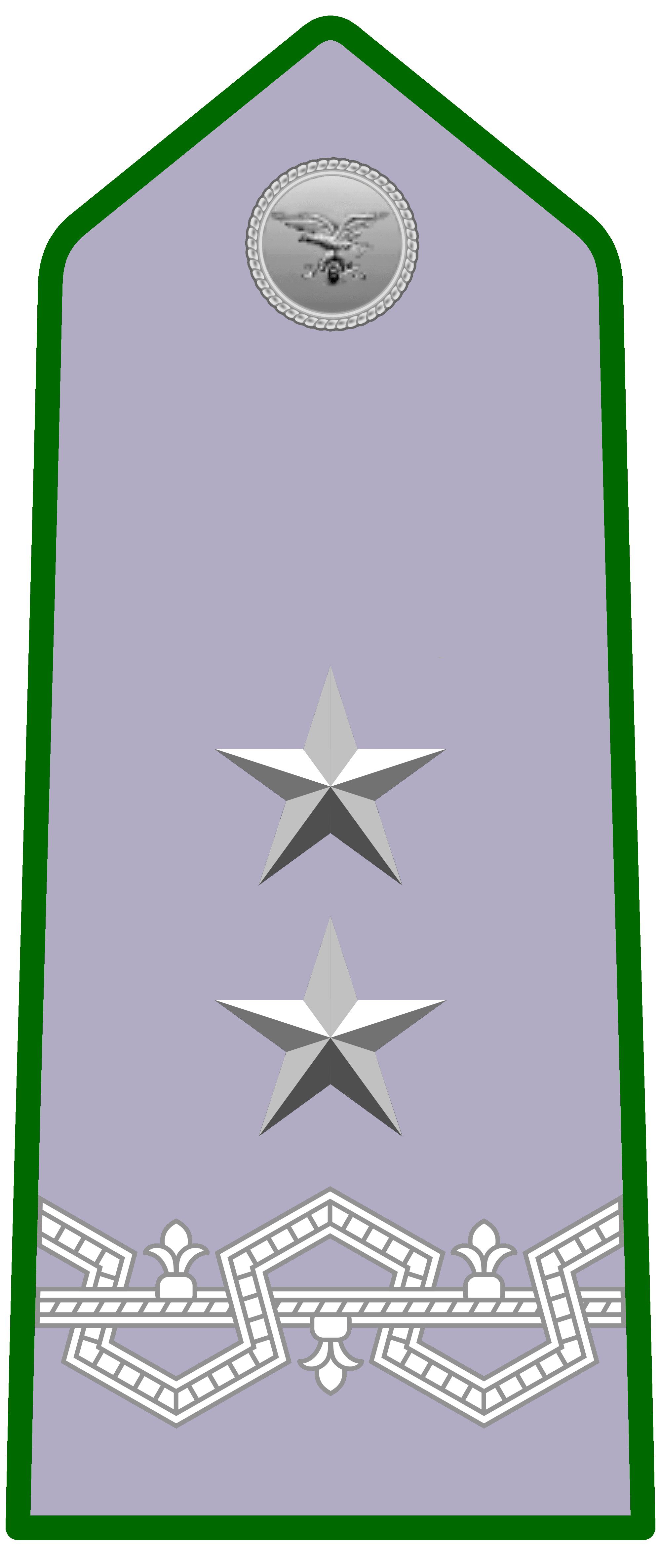
Controspallina di Dirigente Generale del Corpo Forestale dello Stato
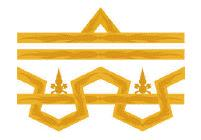
Controspallina di Dirigente Generale del Corpo nazionale dei vigili del fuoco